# Лот, Андре
Андре Лот (фр. André Lhote; 1885—1962) — французский живописец, скульптор и педагог.

## Биография
С 12 лет учился деревянной скульптуре и резьбе по дереву. В 1898—1904 гг. учился в Школе искусств в Бордо, в 1906 г. перебрался в Париж, занимаясь преимущественно живописью.
Первоначально находясь под впечатлением от живописи Гогена и Сезанна, Лот примыкал к фовизму, однако затем, начиная с 1912 года, сдвинулся к кубизму. После перерыва в занятиях искусством, вызванного армейской службой во время Первой мировой войны, Лот быстро приобрёл значительный вес среди французских кубистов. В 1918 г. он стал одним из соучредителей журнала «Nouvelle Revue Française», где публиковал рецензии и статьи об искусстве вплоть до 1940 г. С этого же времени начинается преподавательская деятельность Лота: он учил в нескольких художественных школах Парижа, пока в 1922 г. не открыл на Монпарнасе свою собственную. В поздние годы Лот также много преподавал в других странах, включая Египет и Бразилию. Среди его многочисленных учеников были будущие известные фотографы Анри-Картье Брессон, Лизетт Модел, Георгий Гойнинген-Гюне. В 1950-е годы Лот занимал пост президента Международной ассоциации художников, гравёров и скульпторов при ЮНЕСКО.
Лоту принадлежит также несколько значительных книг по искусству — прежде всего, общетеоретические «Трактат о пейзаже» (фр. Traité du paysage; 1939) и «Трактат о фигуре» (фр. Traité de la figure; 1950), а также обзоры «Новые французские художники» (фр. Les peintres français nouveaux; 1926) и «Шедевры египетской живописи» (фр. Les Chefs-d’œuvre de la peinture égyptienne; 1954) и др.

## Выставки
Первая персональная выставка Лота состоялась в 1910 году в галерее Дрюэ.